# دینارا سافینا
دینارا سافینا (به روسی: Динара Михайловна Сафина)، متولد ۲۷ آوریل ۱۹۸۶، یک تنیسور حرفه‌ای روسی از نژاد قوم تاتار است. او در مسکوی روسیه متولد شد. وی خواهر جوان‌تر تنیس‌باز رتبهٔ یکی سابق تنیس مردان جهان، مارات سافین است.

## عناوین (۱۵)

### عناوین تک‌نفره (۸)
| قهرمان                |
| گرند اسلم (۰)         |
| قهرمانی دبلیوتی‌ای (۰) |
| ‎ Tier I (۲)‎           |
| ‎ Tier II (۲)‎          |
| ‎ Tier III (۲)‎         |
| ‎ Tier IV (۲)‎          |